# Microregione di Santo Ângelo
Santo Ângelo è una microregione del Rio Grande do Sul in Brasile, appartenente alla mesoregione di Noroeste Rio-Grandense.
È una suddivisione creata puramente per fini statistici, pertanto non è un'entità politica o amministrativa.

## Comuni
È suddivisa in 16 comuni:
- Bossoroca
- Catuípe
- Dezesseis de Novembro
- Entre-Ijuís
- Eugênio de Castro
- Giruá
- Pirapó
- Rolador
- Santo Ângelo
- Santo Antônio das Missões
- São Luiz Gonzaga
- São Miguel das Missões
- São Nicolau
- Senador Salgado Filho
- Ubiretama
- Vitória das Missões